# 相互作用
- 相互作用
- 交互作用
- 相互交流
- 相互行為
- インタラクション

相互作用（そうごさよう）、交互作用（こうごさよう）、相互交流（そうごこうりゅう）、相互行為（そうごこうい）、またはインタラクションとは、英: interaction、 独: Interaktion 等にあてられた翻訳語・外来語であり、意味の核は「二つ以上のものが互いに影響を及ぼしあうこと」。派生語・形容詞形はインタラクティブ。

## 語源・意味
語源は、ラテン語で「相互」「あいだ」を意味する接頭辞 inter- に、「する」「行う」を意味する動詞 agō の派生形 āctiō を足したもの。
ヨーロッパ系の言語では、interaction（英語・フランス語）、Interaktion（ドイツ語）などと表記され、同系統の言葉である。根本にある発想が同一であり、国境や分野を超えてその根本概念は共有されている。一方、日本語には、あくまで前述の語の訳語として登場し、「交互作用」「相互作用」「相互交流」などの様々な訳語、あるいは「インタラクション」などの音写語などもあり、用いられる分野ごとに様々な表記で用いられている。ただし、これらのいかなるの訳語・音写語があてられていようが、等しく重要な概念である。
ヨーロッパ圏の人が interaction という語を使う時、その語の他分野での用法なども多かれ少なかれ意識しながら使っていることは多い。一方、訳語というものは絶対的なものではなく、同一分野ですら時代とともに変化することがある。原著で同一の語で表記されているものが、訳語の選択によって概念の連続性が分断されてしまい歴史が読み取れなくなることは非常に不便であるし、訳語の異同によって分野ごとに細分化されては原著者の深い意図が汲み取れなくなる恐れもある。よって、これらを踏まえて本項ではヨーロッパ諸言語で interaction 系の語（派生語の interactive なども含む）で表記される概念についてまとめて扱うこととし、各分野における標準的な和訳と、その分野での具体的な用法や概念の展開について、広く解説することにする。

## 哲学
哲学では interaction には、交互作用、相互作用、相互行為などの訳語があてられる。
二つの実体（もしくは二つ以上の実体）が相互に作用しあうことを指す。

### カント
カント(1724 - 1804）において、関係性の概念としては、まず「実体と内属性」「原因と結果」があるが、interaktion はそれに次ぐ第三の関係性である。人間の行為としての相互行為は、複数の個人が互いに働きかけあう社会的行為、とされる。そしてそれは、自然物を対象にした生産や製作などの行為と対比される。

### フィヒテ
哲学における相互行為論として著名なものとしては、フィヒテ（1762 - 1814）の『自然法の基礎』において展開された相互承認論が挙げられる。人は、意識・自己意識ともに形式的条件（能力）が備わっていても、それでは単に「可能的」であるにとどまる、とされ、行為が現実となるためには、他者からの「行為への促し」(独: Aufforderung) が必要である、とされる。
このような促しというのは、一種の呼びかけであり、人が相互に相手を自分と同類の知的存在と認め合っていることにより起きる、とする。促しによって、ひとたび行為者の自己意識が現実化すると、それ以降は相手を知的存在者の概念に沿って扱うようになる、とする。これが、法的行為あるいは道徳的行為の基本形式である、とする。

### ヘーゲル
ヘーゲルやマルクスによって提示された、人間の認識や社会関係の相互作用的な形成現象は、一般的に弁証法の概念を用いて説明される。
ヘーゲルにおいては、個人や集団の内部における、即自（an sich）と対自（für sich）、あるいはテーゼ（正）とアンチテーゼ（反）という対立する認識が、どちらも否定されずに止揚されて、より高次の認識や社会秩序へと進んでいく様が説明される。

### マルクス
マルクスにおいては、ヘーゲルの弁証法における主観的な対立・相互作用の構造が、唯物論的に置換・拡張され、生産様式としての土台（下部構造）と、政治社会制度・思想文化としての上部構造の間の相互作用・弁証法（唯物弁証法）として、人間社会が説明される。

## 心理学

### ジョージ・ハーバート・ミード
ジョージ・ハーバート・ミード（1863 - 1931）によるこの説は、一般に「シンボリック相互作用論」と訳される。ある生物体の動作が、別の生物体にとって刺激となって反応を引き起こし、その反応が元の生物体にとっての刺激となり、その繰り返し・連鎖が社会的結果となる、とする「刺激-反応」の構図を基礎とする。そして、身振り会話（ボディランゲージ）の相互作用が、やがて、記号を用いた相互作用となり、さらには文法を備えた言語によって統制された相互行為へと到達する、という発達の仕組みについて述べている。ミードのこの説はプラグマティズムと社会行動主義を総合している、とも言われることがあり、後には（ドイツの観念論系の相互承認論とともに）ハーバーマスの「コミュニケーション的行為の理論」に影響を与えることになった。

## 社会学
社会学では、社会の構成単位が社会活動する際の行為・結果を社会的作用と呼び、構成単位間で交わされる社会的作用およびその社会学で扱う結果の総体を「社会的相互作用」と呼んでいる。あるいは、パートナーの行動により行動や応答を変えることで、個人（あるいは集団の）動的に組み変わる社会的行為のこと。社会的相互作用は以下のように分類できる。
- 偶発（英: accidental） - 予定されるものではなく、反復しない。例としては道案内や、製造物の販売などの場合などである。
- 反復（英: repeated） - 予定されないが、反復する。例としては道を歩いていて、時々近所の人に出会う場合などである。
- 平常（英: regular） - 予定されないが、ごく日常的に発生する。ミスが起これば疑問に思ったり、平日の仕事場や夕食時に使うレストランでドアマンや警備員に出会う場合などである。
- 制限（英: regulated） - 予定されており、指示や法令により制限される。定義が存在するのでミスが発生すると疑念が生じる。（出勤、打合せなど）仕事場での関係、家庭などである。

社会的相互作用は社会関係を基盤にしている、とされる。

## 通信技術

### インタラクティブ・コミュニケーション
「双方向コミュニケーション」とも訳される。双方向コミュニケーションは情報源が相互にメッセージの伝達を授受することで発生する。

### インタラクティヴィティ
「双方向性」と訳される。通信メディアにおいて、通信メディアに対して質問する機能のことである。メディアのデジタル化と媒体の集約により、メディアの利用量のうち双方向性の度合いが増大した。メディアにおける双方向化は文化的なトレンドである。

## 設計全般
- インタラクションデザイン

## 統計学
統計学の分野では、「交互作用」と訳す場合が多い。2つ以上の要因のある実験計画においてある要因が従属変数に対して与える影響の大きさあるいはその方向が、他の要因の水準によって異なることを指す。特に多元配置の分散分析を実施する際には、交互作用が分析が行われる。
実験計画法において2要因以上の実験計画を組んだ場合に考慮が必要な事象である。

## 物理学
物理学においては、場と物体とが近接作用する機構を相互作用と言い表す。
19世紀以前には電磁力も重力も遠隔作用と考えられたが、今日においては4つの基本的な力のいずれも場が物体に作用することで力が発生するという近接作用の機構により発生すると考えられている。
その他にも種々の場と物体との相互作用が存在し、その特性は色々な現れ方をする。例えば超伝導は結晶格子とクーパー対電子とがフォノン場を介して相互作用することで発現すると考えられている。この場合においても結晶格子と電子との間の静電相互作用が高次的にフォノン場とクーパー対の影響を受けているので、根源的には物理学における相互作用は基本相互作用にその源泉を求めることが出来る。
また、場と物体の近接作用以外で二つ以上の対象が互いに影響を及ぼしあった結果を相互作用と呼ぶ場合もある。例えばスピン軌道相互作用は、電子のスピンと原子軌道等とが互いに影響を及ぼしあう結果を言い表しており、特に場が関与していない例である。量子化学におけるHOMO-LUMO相互作用も同様に分子軌道間が影響しあう例である。あるいは、力学的に作用と反作用が対で発生することを相互作用と言い表している場合もある。
 
また、流体力学では、波どうしの間で働く作用を相互作用と呼ぶこともある。

### 基本相互作用
基本相互作用（英: Fundamental interaction）は、物体に働く強い力、弱い力、電磁気力、重力が作用する機構を表し、特定の素粒子と場とが近接作用することで発現する。あるいは自然界の四つの力や単に相互作用などとも呼ばれる。
| 名称         | 相対的な強さ | 影響範囲(m)               | 力を媒介するゲージ粒子 |
| ------------ | ------------ | ------------------------- | ---------------------- |
| 強い相互作用 | 1040         | 10-15                     | グルーオン             |
| 電磁相互作用 | 1038         | 無限大 (強さは1/r2に比例) | 光子（フォトン）       |
| 弱い相互作用 | 1015         | 10-18                     | ウィークボソン(W±,Z0)  |
| 重力相互作用 | 1            | 無限大 (強さは1/r2に比例) | 重力子（グラビトン）   |

### 物理学における相互作用一覧
| - RKKY相互作用 - V－A相互作用 - s‐f相互作用 - s‐d相互作用 - 交換相互作用 - 残留相互作用 - ジャロシンスキー‐守谷の相互作用 - 振電相互作用 - スピン‐軌道相互作用 | - 接触相互作用 - 双極子相互作用 - 相互作用吸収 - 相互作用色 - 相互作用定数 - 相互作用表示 - 超交換相互作用 - 対相互作用 - 電子格子相互作用(電子フォノン相互作用) - 電子光子相互作用(電子フォトン相互作用) | - 二重交換相互作用 - 配置間相互作用 - 反対称交換相互作用 - フェルミ型相互作用 - フェルミ相互作用 - ミニマルな相互作用 - 湯川型相互作用 - 電弱相互作用 - 相関相互作用 |

## 化学
化学では分子間力（つまり分子の間の相互作用）を、共有結合に比較して弱いという意味で特に「相互作用」と呼ぶが、そのうち強いものは「結合」ともいう。具体的にはイオン間相互作用（イオン結合ともいう）、水素結合（これは「結合」の語を用いることが多い）、双極子相互作用、ロンドン分散力（ファンデルワールス力）があり、これらは電磁気学的要因（クーロン力）に基づく力である。以上に含まれるが特殊なものとして電荷移動相互作用（2分子間で電子が移動し、クーロン力によって錯体を作る）やπ-π相互作用（渡環相互作用：芳香環の間に働く特に強い分散力）がある。
そのほかに、熱力学的要因(系をマクロに見たとき自由エネルギーが低い方が安定化する)に基づく疎水相互作用がある。これらは超分子の形成、結晶構造、液体や液晶の物性や、生体高分子（DNA、タンパク質など）の構造に重要な役割を果たす。
また生化学ではタンパク質などの分子が特異的に会合すること（具体的には上記の各種相互作用による）を相互作用と呼ぶ。タンパク質間相互作用を参照。

## 薬学
薬学の分野では一般に「相互作用」と訳す。
薬理学では複数の薬物（あるいは食物などに含まれる成分）が摂取されたとき、その薬効あるいは副作用などに単独で摂取した場合と比較して相違がある場合、これを相互作用という。この薬理学的相互作用は
- ファーマコキネティクス的（英: Pharmacokinetic）相互作用：吸収、体内分布、代謝、排出においてある薬物が他の薬物の濃度を変化させる。（例：薬物代謝酵素シトクロムP450に他の薬物・食物（グレープフルーツなど）が影響を与える）
- ファーマコダイナミクス的（英: Pharmacodynamic）相互作用：薬効や副作用に直接関わる段階で薬物間の影響がある。（例：納豆などに含まれるビタミンKによって抗凝固剤ワルファリンの薬効が低下する）

の2つに分けることができる。

## 中国哲学での相互作用の分析
中国において発達した五行思想では、森羅万象は木・火・土・金・水の5種類の要素からなるとし、それらの要素が互いに作用しあい、その生滅盛衰によって天地万物が変化し、循環する、と見なし、要素同士の関係を「相生」「相剋」「比和」「相乗」「相侮」という種類に分け、詳細に、かつ俯瞰的に分析する手法を編み出した。
中国におけるこのような、要素同士あるいは機能同士の相互作用の分析のノウハウ（西洋風に言うところの"ネガティブフィードバック"や"ポジティブフィードバック"と呼ばれる作用も含んでいるだけでなく、さらに他のタイプの作用も分類した上での、相互作用に関する総合的あるいは一般的な考察）は様々な分野に応用され、東洋諸国（アジア各国）で現代にいたるまで活用されている。一例を挙げると、伝統中国医学では現在でも、人間の心身全体が持つ機能同士の相互作用を五行の分析手法を用いて把握することがあり、人間の自然治癒力を援助したり引き出すことに成功している。日本で東洋医学や漢方に沿って（あるいは統合医療の場で）人体の諸機能について考察する時にも、こうした図にもとづいて相互作用の分析を行うことがある。
- 5要素の相互作用の図を、各臓器の機能の間の相互作用の分析へと応用した図。NHKの大型番組『人体 神秘の巨大ネットワーク』でも、この図にかなり似た図（円形に配置された多要素間に影響の線が出ている図）で視聴者に人体の諸臓器の複雑な相互作用のイメージを伝えた。同番組では、ひとつひとつの臓器が「メッセージ伝達物質」と総称できるような物質を（血液中へと）放出させるなどして、「メッセージ」や「ヘルプ要請」の「指令」などの類を臓器間で相互に伝えあっている、ということが解説された。そして人体においては、決して脳が司令塔ではなく、各臓器それぞれが（脳を全然経由せず）能動的に他の臓器に対して直接的にメッセージや指令を出している、ということが明らかにされた。さらに言うと、「腸が、脳や人間の思考をコントロールする」というような作用すらある、ということが明らかにされた。